# متنزه الساخنة
متنزه الساخنة، (سمي بهذا الاسم نسبة إلى «البرك الساخنة») ويعرف بشكل شائع باسم الساخنة، (بالعبرية: גן השלושה‏)، وتعني حرفيا: «متنزه الثلاثة»)، هو متنزه في فلسطين (اليوم هو عبارة عن حديقة وطنية). على سفوح جبال فقوعة، بالقرب من قرية الساخنة الفلسطينية المهجرة (التي أقيمت على أراضيها كيبوتسات بيت ألفا ونير ديفيد).

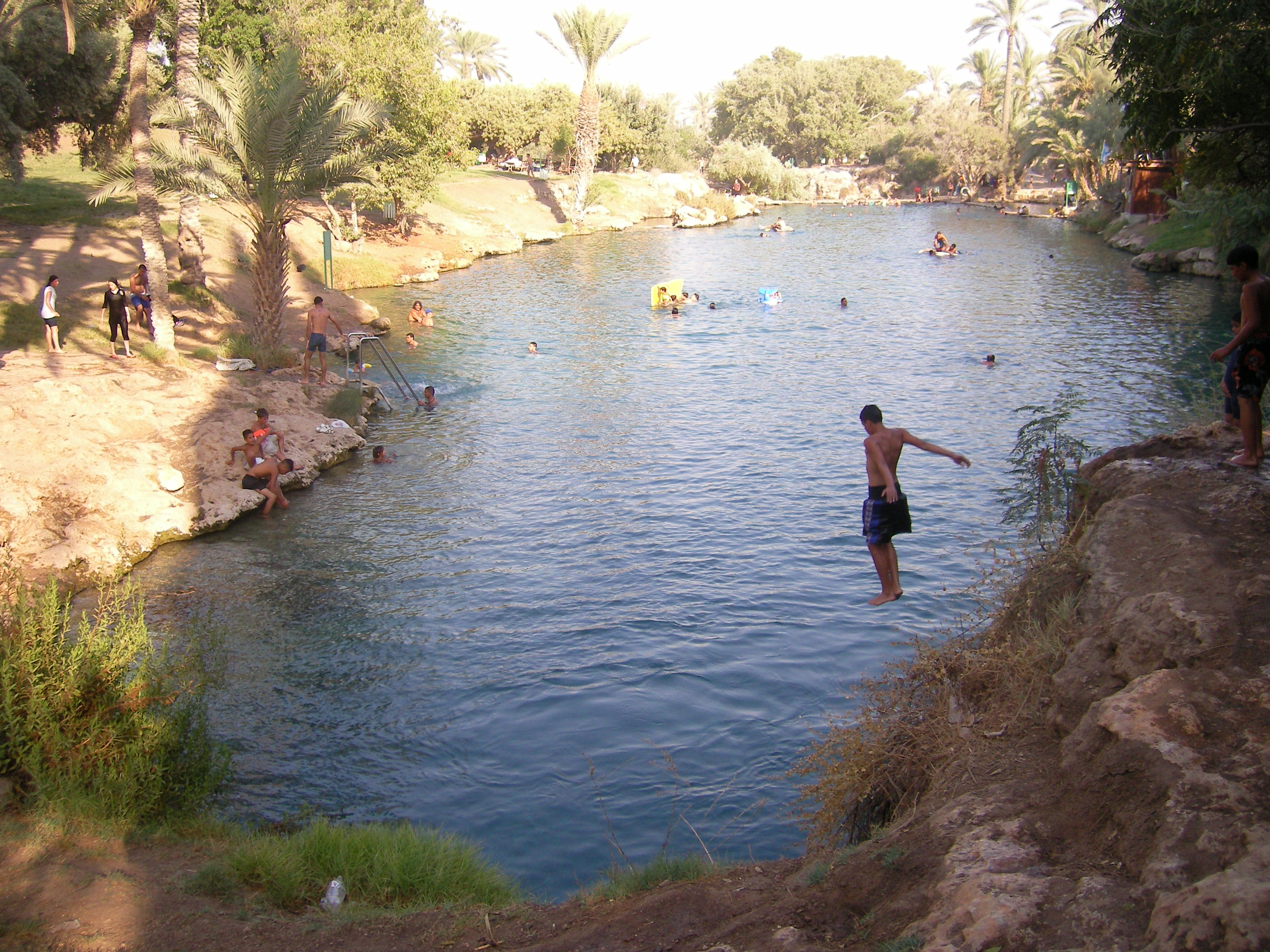
مسبح يحوي مياه دافئة طبيعية في متنزه الساخنة

يوجد في هذا المتنزه برك مياه تحوي مياه دافئة بشكل طبيعي حيث يمكن للزوار السباحة طوال العام.
مياه الينابيع التي تنبثق في الجزء الغربي من المتنزه، تكون درجة حرارتها ثابتة على مدار السنة، وهي درجة حرارة تبلغ 28 درجة مئوية. تم توسيع مجرى مياه عين العاصي، الذي يعبر المتنزه، ليتم تشكيل برك مائية للسباحة.
يوجد طاحونة قديمة تعمل بالماء في الموقع ولا زالت قيد العمل حتى هذا اليوم وتم ترميم مكان 'مضافة' مجاور، وهو عبارة عن غرفة ضيافة عربية. يقع في المتنزه، عمل ترميم وإعادة بناء لتل عمال (نير ديفيد) ، واحدة من أولى مستوطنات «السور والبرج» التي أنشأها أوائل المستعمرين اليهود خلال ثورة فلسطين 1936 - السور والبرج هذا تحديدا بني في تاريخ 10 ديسمبر 1936.
يقع متحف الآثار المحلية والمتوسطية على أراضي هذا المتنزه. ويضم معرضًا لأدوات يونانية نادرة، وتحفًا من أعمال التنقيب التي أقيمت في وادي بيسان، ومعرضًا عن الأتروسكانيون.

## روابط خارجية
- Gan Hashlosha (Sahne), by Rochelle Mass على موقع واي باك مشين (نسخة محفوظة October 10, 2007)
- حديقة جان هشلوشا الوطنية (ساهني) نسخة محفوظة 9 ديسمبر 2014 على موقع واي باك مشين.